# Giampiero Cane
Giampiero Cane (1937) è uno scrittore, critico musicale e docente italiano.
È stato il primo docente a portare l'insegnamento del Jazz all'interno dell'Università italiana, con un corso al DAMS di Bologna.

## Opere (parziale)
- Canto nero, Bologna, CLUEB, 1982.
- Louis Armstrong, Roma, ERI, 1982.
- Jazz : America in nero e bianco, Firenza, Giunti Barbèra, 1987, ISBN 88-09-76029-8.
- Facciamo che eravamo negri. Il jazz e il suo blackground, Bologna, CLUEB, 1988, ISBN 9788849103366.
- Canto nero. Il free jazz degli anni Sessanta, Bologna, CLUEB, 1993, ISBN 9788849104486.
- Introduzione al jazz, alla storia e alle opere, Bologna, CLUEB, 1994, ISBN 9788849104691.
- Monkcage. Il Novecento musicale americano, Bologna, CLUEB, 1995, ISBN 9788880911432.
- Sade, Rossini, Leopardi, Bologna, Manifestolibri,, 1996, ISBN 9788872851067.
- Duke Ellington. Dalla White House a Dio, Bologna, CLUEB, 1998, ISBN 9788849110357.
- Il secolo lungo, Firenze, Leo S. Olshki, 2002.
- Con-fusa-mente. Il Novecento, Bologna, CLUEB, 2006, ISBN 9788849126587.
- Bologna jazz, Ogni Uomo è Tutti Gli Uomini, 2007, ISBN 8887015449.

## Discografia
- 2021 - Postfantamusicologia con Daniela Cattivelli

## Collegamenti estrni
- Giampiero Cane su Discogs